# Klingon
Cet article concerne le peuple Klingon. Pour l'article sur la langue klingon, voir Klingon (langue).
Pour un article plus général, voir Ethnologie de Star Trek.
 (novembre 2024).
Si vous disposez d'ouvrages ou d'articles de référence ou si vous connaissez des sites web de qualité traitant du thème abordé ici, merci de compléter l'article en donnant les références utiles à sa vérifiabilité et en les liant à la section « Notes et références ».
Les Klingons sont, dans l'univers de fiction de Star Trek, une espèce extraterrestre originaire de la planète Kronos (Qo'noS en klingon).

## Physiologies

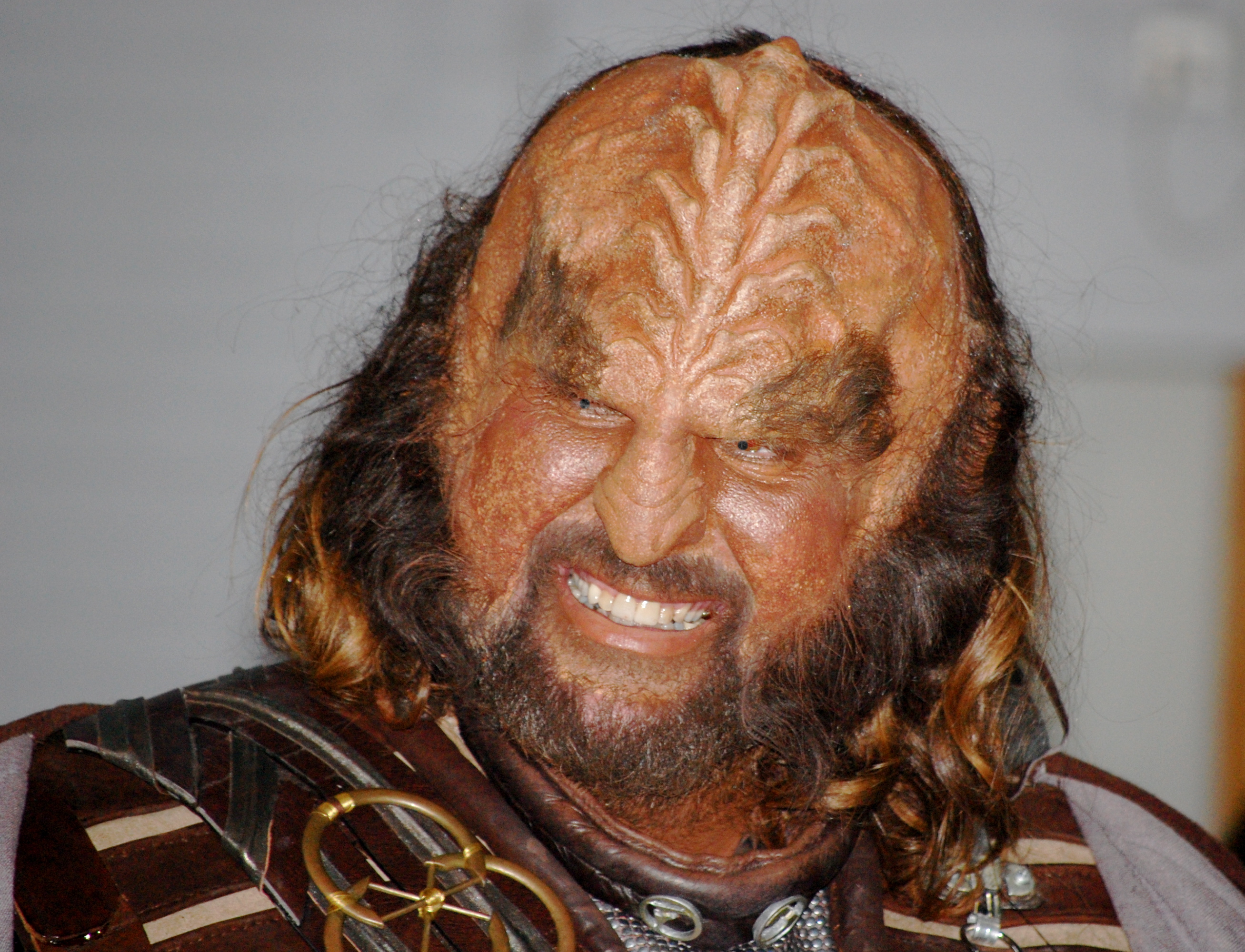
Klingon

Les Klingons sont des humanoïdes généralement plus grands et plus forts que les Humains en raison d'une musculature puissante. Comme les Cardassiens, les Humains et les Romuliens, ils sont issus d'une ancienne espèce humanoïde commune (TNG Le Secret (The Chase), saison 6, épisode 20).
Une arête osseuse barre leur front verticalement. Cette arête est la marque génétique de l'espèce, précisant l'appartenance à une maison tout en différenciant les individus.
Leur anatomie interne semble différente de celle des Humains. Les Klingons ont deux foies, deux cœurs à huit chambres, 26 côtes, trois poumons et plusieurs estomacs. Cette particularité, qu'ils appellent le brak'lul, leur donne une grande résistance et leur permet de survivre à de graves blessures. 
Les Klingons ont une piètre connaissance de leur propre biologie et leur médecine est très peu développée. Cette méconnaissance s'explique sans doute par leurs traditions guerrières : on s'attend généralement à ce qu'un Klingon blessé survive ou meure, selon sa résistance, ou bien pratique le Hegh'bat, une forme de suicide rituel (voir Star Trek : La Nouvelle Génération : Éthique - (Ethics) et Star Trek: Voyager : La Descendance - (Lineage)) - Star Trek Discovery. 
Les Klingons sont, paraît-il, incapables de pleurer. Cependant, Spock a déclaré que selon la légende, le guerrier Kahless l'inoubliable aurait rempli un océan avec ses larmes (voir Star Trek 6 : Terre inconnue).

## Gouvernement
L'Empire Klingon est le régime autoritaire du peuple klingon. Bien que le chef de l'État en titre soit l'empereur klingon, ce dernier agit plus comme une autorité morale, le véritable pouvoir se situant au niveau du Haut-Conseil. Cela fut particulièrement vrai entre le 22e et le 24e siècle, période durant laquelle l'Empire n'avait tout simplement plus d'empereur jusqu'à l'arrivée du clone de Kahless l'Inoubliable, qui fut intronisé sous le nom de Kahless II.
Le Haut-Conseil klingon est le véritable organe politique de l'Empire. Il est constitué de vingt-quatre des plus puissantes familles klingonnes de l'Empire (appelées Grandes Maisons) et est dirigé par un chancelier, chef du gouvernement. Ce dernier est élu par les Grandes Maisons, et ne peut être destitué que dans un combat rituel à mort, le Rite de Succession. Si les femmes ne peuvent en théorie diriger leur famille ou la représenter au Haut-Conseil, la loi impériale a prévu des dérogations. C'est aussi l'instance devant laquelle certaines familles peuvent régler un différend, bien que ce dernier soit plutôt réglé sur un champ de bataille.
L'Empire a également assujetti certaines espèces, qui ont d'abord été réduites en esclavage avant d'être "simplement" traitées comme des citoyens de seconde zone.

## Histoire
Les Klingons s'avèrent être une des premières E.B.E. (Entité biologique extraterrestre) rencontrées par les Terriens et s'affichent comme des ennemis récurrents de la Fédération des planètes unies au cours de la série télévisée originale à partir de l'épisode 1-26 (Les arbitres du cosmos).  
Mais à la suite des accords de Khitomer, une alliance est nouée entre la Fédération et l'Empire klingon qui ne sera rompue que lors du conflit avec le Dominion.
L’Empire klingon, dont l’histoire politique regorge d’intrigues, s’articule autour de la planète Qo’noS, véritable mère patrie des Klingons.
Vers le IXe siècle du calendrier grégorien terrestre, l'empire est créé par le guerrier Kahless l'inoubliable ; celui-ci a fini par réunir le peuple klingon après avoir tué son frère, le tyran Morath, avec l’épée d’honneur des Klingons appelée Bat’leth.
En 2151, un premier contact désastreux a lieu entre Humains et Klingons.
En 2292, l'alliance entre l'Empire klingon et l'Empire Stellaire Romulien est dissoute.
En 2293, Praxis, l’un des satellites de Qo’noS, est presque entièrement détruit par une gigantesque explosion, alors qu’il jouait un rôle majeur dans la production d’énergie. Les accords de Khitomer assurant la paix entre l'Empire klingon et la Fédération sont signés.
En 2346, les Romuliens massacrent 4 000 colons klingons installés sur la planète Khitomer.
En 2369, un clone de Kahless, obtenu par les moines de Boreth à partir du sang provenant d’une relique, est présenté comme le Kahless originel. Malgré la controverse, le clone est reconnu comme héritier légitime du trône : il reçoit le titre honorifique d’Empereur du peuple klingon.

## Culture
L'empire Klingon possède sa propre culture, sa langue, sa technologie, essentiellement d'orientation guerrière. 
Les principaux traits de caractère des Klingons sont certainement l'agressivité et le sens de l'honneur, indissociable de celui de la famille.
Leur société, extrêmement complexe, est organisée selon un système féodal autour de clans qui sont en fait des familles de haute lignée, généralement reconnues pour leurs hauts faits guerriers. Traditionnellement, ces familles siègent au Haut Conseil Klingon, organe chargé de gouverner sur la planète-mère.
L'organisation, très militaire, née d'une gigantesque forteresse très austère, est dominée par la Chambre du Conseil, à la fois cour suprême et agora, d'où émane le Haut Conseil, qui règne sur l'empire.
La vie des Klingons est également réglée par un certain nombre de rites comme le rite de succession, le rite de l'ascension ou le rite de mort. L'absence de respect des rites et traditions est un affront fait non seulement à toute la société klingonne mais aussi et surtout à la famille qui en reste entachée pendant plusieurs générations.  
Les Klingons se doivent également de mourir honorablement, c'est-à-dire en combattant, ce qui leur ouvre les portes de Sto-vo-kor qui, d'après la mythologie klingonne, est le « paradis » des guerriers klingons, gardé par Kahless.

## Rite de mort klingon
Le rite de mort klingon est exécuté lors du décès d'un guerrier klingon. Il consiste à plonger son regard dans les yeux du mort tout en hurlant afin de prévenir Sto-vo-kor de l'arrivée imminente d'un guerrier.
Ce rite est exécuté à plusieurs reprises par Worf, notamment à la mort de Kunivas (voir Star Trek : La Nouvelle Génération : Gloire et patrie - Heart of Glory), de son ancienne compagne K'Ehleyr (voir Star Trek : La Nouvelle Génération : Réunion - Reunion) et de son épouse Jadzia Dax (voir Star Trek: Deep Space Nine : Les larmes des prophètes - Tears of the Prophets).

## Klingons célèbres

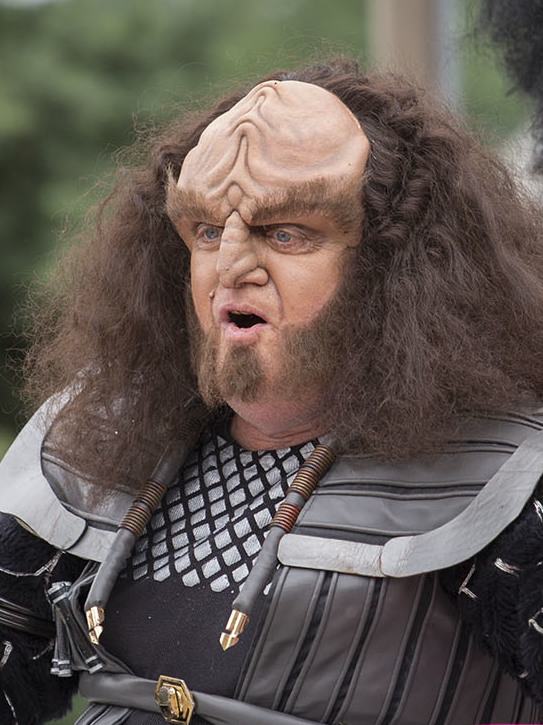
Chancelier Gowron

- Général MartokChancelier GowronKahless : guerrier fondateur et premier Empereur de l'Empire klingon, devenu objet de mythes et de vénération.

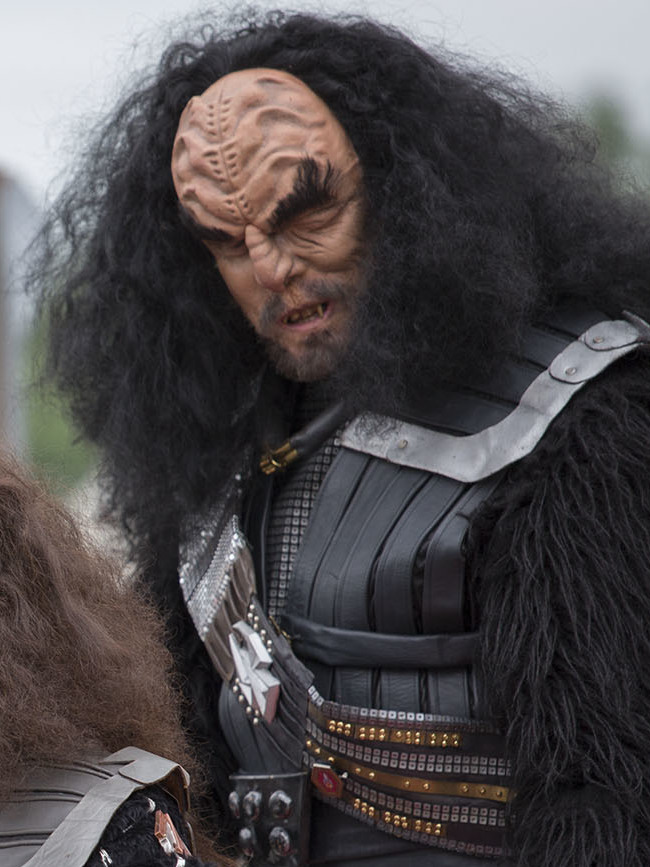
Général Martok

- Alexander Rozhenko : 3/4 Klingon, 1/4 Humain, fils de Worf et de Keyl'r, une semi-Klingonne, nommé d'après les parents adoptifs de Worf (passe la majeure partie de son enfance à Minsk, sur Terre).
- Azetbur : fille du Chancelier Gorkon et Chancelière à partir de 2293.
- Duras :
  - Lursa Duras : criminelle klingonne
  - B'Etor Duras : criminelle klingonne
- Martok : Général Klingon, chef d'état-major des armées klingonnes durant la Guerre du Dominion. Devient Chancelier à la mort de Gowron.
- Gorkon : Chancelier du Haut Conseil Klingon jusqu'en 2293
- Gowron : Chancelier du Haut Conseil Klingon de 2367 à 2375
- Kang[réf. nécessaire]: important chef militaire de la fin du XXIIIe siècle, représentant de l'Empire klingon dans des négociations avec la Fédération sur la colonie de Korvat
- Kor : important chef militaire de la fin du XXIIIe siècle
- Koloth : guerrier légendaire et important chef militaire de la fin du XXIIIe siècle
- B'Elanna Torres : mi-Humaine, mi-Klingonne, ingénieur en chef à bord du Voyager
- Worf : Officier de Starfleet de la fin du XXIVe siècle